# Mutkopf
Mutkopf är en bergstopp i Österrike.   Den ligger i distriktet Imst och förbundslandet Tyrolen, i den västra delen av landet, 400 km väster om huvudstaden Wien. Toppen på Mutkopf är 2 200 meter över havet.
Terrängen runt Mutkopf är huvudsakligen mycket bergig. Närmaste större samhälle är Imst, 9,1 km nordväst om Mutkopf. 
Trakten runt Mutkopf består i huvudsak av gräsmarker. Runt Mutkopf är det ganska glesbefolkat, med 35 invånare per kvadratkilometer.